# Розија (Сијена)
Розија је насеље у Италији у округу Сијена, региону Тоскана.
Према процени из 2011. у насељу је живело 2573 становника. Насеље се налази на надморској висини од 206 м.